# Rot am See
Rot am See je obec v zemském okrese Schwäbisch Hall v německé spolkové zemi Bádensko-Württembersko ve Francích. Žije zde přibližně 5 700 obyvatel.

## Historie
Během územněsprávní reformy v Bádensku-Württembersku byly do Rot am See začleněny čtyři předtím nezávislé obce: 1. února 1972 Reubach, 1. dubna 1972 Hausen am Bach, 1. ledna 1973 Brettheim a 1. ledna 1974 Beimbach.